# Sportverein Eintracht Trier 05 2000-2001
Questa voce raccoglie le informazioni riguardanti lo Sportverein Eintracht Trier 05 nelle competizioni ufficiali della stagione 2000-2001.

## Stagione
Nella stagione 2000-2001 l'Eintracht Trier, allenato da Paul Linz, concluse il campionato di Regionalliga sud al 4º posto.

## Rosa
| N. |                     | Ruolo | Calciatore       |
| -- | ------------------- | ----- | ---------------- |
| 1  | Germania (bandiera) | P     | Daniel Ischdonat |
| 2  | Germania (bandiera) | D     | Michael Prus     |
| 3  | Germania (bandiera) | D     | Marcus Koster    |
| 4  | Croazia (bandiera)  | D     | Igor Budiša      |
| 5  | Serbia (bandiera)   | D     | Vito Milošević   |
| 7  | Germania (bandiera) | C     | Dirk de Wit      |
| 7  | Germania (bandiera) | C     | Arno Michels     |
| 8  | Romania (bandiera)  | C     | Catalin Racanel  |
| 8  | Germania (bandiera) | C     | Niki Wagner      |
| 9  | Germania (bandiera) | A     | Danny Winkler    |
| 10 | Germania (bandiera) | C     | Rudi Thömmes     |
| 11 | Germania (bandiera) | A     | Bernhard Weis    |
| 12 | Germania (bandiera) | D     | Tobias Lorig     |

| N. |                                 | Ruolo | Calciatore        |
| -- | ------------------------------- | ----- | ----------------- |
| 13 | Germania (bandiera)             | A     | Uwe Hartenberger  |
| 16 | Germania (bandiera)             | C     | Matthias Keller   |
| 17 | Ghana (bandiera)                | A     | Joseph Aziz       |
| 19 | Bosnia ed Erzegovina (bandiera) | D     | Miodrag Latinovic |
| 20 | Germania (bandiera)             | P     | Pierre Esser      |
|    | Germania (bandiera)             | P     | Kai Hillmann      |
|    | Germania (bandiera)             | D     | Sascha Schmitz    |
|    | Germania (bandiera)             | C     | Jan Küchling      |
|    | Azerbaigian (bandiera)          | C     | Ilkham Mamedov    |
|    | Germania (bandiera)             | C     | Carsten Schiel    |
|    | Rep. del Congo (bandiera)       | C     | Rodalec Souza     |
|    | Germania (bandiera)             | A     | Christian Kirf    |

## Organigramma societario
Area tecnica
- Allenatore: Paul Linz
- Allenatore in seconda: Arno Michels
- Preparatore dei portieri:
- Preparatori atletici:
- Analisi video:

## Calciomercato

### Sessione estiva
| Acquisti | Acquisti         | Acquisti                 | Acquisti |
| R.       | Nome             | da                       | Modalità |
| -------- | ---------------- | ------------------------ | -------- |
| A        | Joseph Aziz      | Augusta                  |          |
| D        | Igor Budiša      | Marsonia                 |          |
| A        | Uwe Hartenberger | Osnabrück                |          |
| P        | Kai Hillmann     | Eisenhüttenstädter Stahl |          |
| C        | Matthias Keller  | Meppen                   |          |
| A        | Christian Kirf   | Eintracht Trier II       |          |
| D        | Marcus Koster    | Salmrohr                 |          |
| C        | Jan Küchling     | Wacker Nordhausen        |          |
| C        | Ilkham Mamedov   | Salmrohr                 |          |
| C        | Arno Michels     | VfL Trier                |          |
| D        | Sascha Schmitz   | Salmrohr                 |          |
| C        | Rodalec Souza    | Salmrohr                 |          |
| A        | Bernhard Weis    | Waldhof Mannheim         |          |

| Cessioni | Cessioni           | Cessioni             | Cessioni |
| R.       | Nome               | a                    | Modalità |
| -------- | ------------------ | -------------------- | -------- |
| D        | Christian Albrecht | Grevenmacher         |          |
| D        | Ingo Berens        | Borussia Neunkirchen |          |
| P        | Ibrahim Bolu       | Uerdingen 05         |          |
| C        | Reinhold Breu      | Wacker Burghausen    |          |
| C        | Dirk Fengler       | Karlsruhe            |          |
| C        | Werner Heinzen     | Karlsruhe            |          |
| C        | Sascha Hörster     | Saarbrücken          |          |
| C        | Dirk Klinge        | Grevenmacher         |          |
| C        | Frank Süs          | Fortuna Colonia      |          |
| D        | Sven Teichmann     | Osnabrück            |          |

### Sessione invernale
| Acquisti | Acquisti    | Acquisti | Acquisti |
| R.       | Nome        | da       | Modalità |
| -------- | ----------- | -------- | -------- |
| C        | Niki Wagner | Homburg  |          |

| Cessioni | Cessioni | Cessioni | Cessioni |
| R.       | Nome     | a        | Modalità |
| -------- | -------- | -------- | -------- |

## Risultati

### Regionalliga

#### Girone di andata
| Arbitro: | Greipl |

|                                |           |                             |
| Kolinger 43’ (aut.) Keller 90’ | Marcatori | 51’ Saridogan 80’ Schindler |

| Arbitro: | Lange |

|                          |           |                     |
| Gerhardt 40’ Karagöz 47’ | Marcatori | 19’ de Wit 79’ Weis |

| Treviri 11 agosto 2000, ore 19:00 CEST 3ª giornata | Eintracht Treviri | 0 – 0 referto | Aalen | Moselstadion (2 960 spett.)\| Arbitro: \| Ortola-Knopp \| |
| Arbitro:                                           | Ortola-Knopp      |               |       |                                                           |

| Arbitro: | Schiffner |

|  |           |                                 |
|  | Marcatori | 18’ Winkler 37’ de Wit 66’ Aziz |

| Arbitro: | Trautmann |

|            |           |           |
| de Wit 36’ | Marcatori | 34’ Jović |

| Arbitro: | Welz |

|            |           |  |
| Jonjić 52’ | Marcatori |  |

| Arbitro: | Brombacher |

|          |           |  |
| Aziz 67’ | Marcatori |  |

| Arbitro: | Kiefer |

|                    |           |  |
| Birk 49’ Çetin 90’ | Marcatori |  |

| Arbitro: | Hofmann |

|  |           |            |
|  | Marcatori | 78’ Czakon |

| Arbitro: | Brych |

|         |           |             |
| Hoop 8’ | Marcatori | 61’ Winkler |

| Arbitro: | Frey |

|                            |           |  |
| Latinovic 2’ Aziz 42’, 57’ | Marcatori |  |

| Arbitro: | Albrecht |

|                        |           |                                 |
| Zellner 29’ Fersch 88’ | Marcatori | 4’ Latinovic 5’ Aziz 72’ Keller |

| Arbitro: | Walz |

|                     |           |         |
| Barlecaj 18’ (rig.) | Marcatori | 8’ Weis |

| Arbitro: | Kristek |

|          |           |             |
| Aziz 33’ | Marcatori | 61’ Seifert |

| Arbitro: | Lippus |

|              |           |                      |
| Di Salvo 14’ | Marcatori | 63’ Aziz 90’ Winkler |

| Arbitro: | Schalk |

|         |           |  |
| Aziz 5’ | Marcatori |  |

| Arbitro: | Bielmeier |

|                           |           |                             |
| Amanatidīs 6’ Tiffert 17’ | Marcatori | 32’, 55’ Winkler 45’ Keller |

#### Girone di ritorno
| Arbitro: | Greipl |

|          |           |  |
| Ertl 36’ | Marcatori |  |

| Arbitro: | Wagner |

|                                            |           |               |
| Winkler 6’ Weis 21’ Latinovic 33’ Aziz 40’ | Marcatori | 88’ Stockmann |

| Arbitro: | Gruse |

|                       |           |             |
| Rogosic 38’ Thiel 64’ | Marcatori | 66’ Winkler |

| Arbitro: | Viktora |

|                               |           |                    |
| Weis 14’ Winkler 58’ Aziz 67’ | Marcatori | 3’ Mehic 28’ Jakic |

| Arbitro: | Maier |

|  |           |            |
|  | Marcatori | 85’ Keller |

| Arbitro: | Walz |

|  |           |              |
|  | Marcatori | 32’ Willmann |

| Arbitro: | Edinger |

|           |           |                                       |
| Fuchs 80’ | Marcatori | 20’ Latinovic 50’ Winkler 83’ Racanel |

| Arbitro: | Albrecht |

|                                            |           |          |
| Aziz 42’, 54’ de Wit 79’ (rig.) Keller 87’ | Marcatori | 69’ Graf |

| Arbitro: | Welz |

|  |           |            |
|  | Marcatori | 8’ Winkler |

| Arbitro: | Merk |

|            |           |  |
| Racanel 7’ | Marcatori |  |

| Arbitro: | Kristek |

|  |           |            |
|  | Marcatori | 48’ Budiša |

| Arbitro: | Lippus |

|                      |           |                   |
| Radlspeck 73’ (aut.) | Marcatori | 6’ Brand 64’ Holm |

| Arbitro: | Trautmann |

|                      |           |              |
| Thömmes 73’ Weis 89’ | Marcatori | 24’ Barlecaj |

| Erfurt 12 maggio 2001, ore 14:00 CEST 31ª giornata | Rot-Weiß Erfurt | 0 – 0 referto | Eintracht Treviri | Steigerwaldstadion (4 250 spett.)\| Arbitro: \| Wack \| |
| Arbitro:                                           | Wack            |               |                   |                                                         |

| Arbitro: | Wezel |

|          |           |                                    |
| Weis 36’ | Marcatori | 15’ Di Salvo 78’ Backer 90’ Heller |

| Arbitro: | Schalk |

|             |           |                    |
| Zitouni 86’ | Marcatori | 40’ (rig.) Winkler |

| Arbitro: | Perl |

|  |           |             |
|  | Marcatori | 39’ Vaccaro |

## Statistiche

### Statistiche di squadra
| Competizione     | Punti | In casa | In casa | In casa | In casa | In casa | In casa | In trasferta | In trasferta | In trasferta | In trasferta | In trasferta | In trasferta | Totale | Totale | Totale | Totale | Totale | Totale | DR  |
| Competizione     | Punti | G       | V       | N       | P       | Gf      | Gs      | G            | V            | N            | P            | Gf           | Gs           | G      | V      | N      | P      | Gf     | Gs     | DR  |
| ---------------- | ----- | ------- | ------- | ------- | ------- | ------- | ------- | ------------ | ------------ | ------------ | ------------ | ------------ | ------------ | ------ | ------ | ------ | ------ | ------ | ------ | --- |
| Regionalliga sud | 57    | 17      | 8       | 4       | 5       | 25      | 17      | 17           | 8            | 5            | 4            | 23           | 17           | 34     | 16     | 9      | 9      | 48     | 34     | +14 |
| Totale           | 57    | 17      | 8       | 4       | 5       | 25      | 17      | 17           | 8            | 5            | 4            | 23           | 17           | 34     | 16     | 9      | 9      | 48     | 34     | +14 |

### Andamento in campionato
| Giornata  | 1 | 2  | 3  | 4 | 5 | 6  | 7 | 8  | 9  | 10 | 11 | 12 | 13 | 14 | 15 | 16 | 17 | 18 | 19 | 20 | 21 | 22 | 23 | 24 | 25 | 26 | 27 | 28 | 29 | 30 | 31 | 32 | 33 | 34 |
| --------- | - | -- | -- | - | - | -- | - | -- | -- | -- | -- | -- | -- | -- | -- | -- | -- | -- | -- | -- | -- | -- | -- | -- | -- | -- | -- | -- | -- | -- | -- | -- | -- | -- |
| Luogo     | C | T  | C  | T | C | T  | C | T  | C  | T  | C  | T  | T  | C  | T  | C  | T  | T  | C  | T  | C  | T  | C  | T  | C  | T  | C  | T  | C  | C  | T  | C  | T  | C  |
| Risultato | N | N  | N  | V | N | P  | V | P  | P  | N  | V  | V  | N  | N  | V  | V  | V  | P  | V  | P  | V  | V  | P  | V  | V  | V  | V  | V  | P  | V  | N  | P  | N  | P  |
| Posizione | 8 | 10 | 11 | 6 | 7 | 10 | 9 | 10 | 12 | 11 | 9  | 7  | 7  | 8  | 6  | 5  | 4  | 6  | 3  | 4  | 4  | 3  | 3  | 3  | 3  | 2  | 2  | 2  | 2  | 2  | 2  | 2  | 2  | 4  |

Legenda:

Luogo: C = Casa; T = Trasferta. Risultato: V = Vittoria; N = Pareggio; P = Sconfitta.

### Statistiche dei giocatori
| J. Aziz         | 26 | 12 | 2  | 0 |
| I. Budiša       | 26 | 1  | 13 | 2 |
| P. Esser        | 0  | 0  | 0  | 0 |
| U. Hartenberger | 12 | 0  | 0  | 0 |
| K. Hillmann     | 1  | 0  | 0  | 0 |
| D. Ischdonat    | 33 | 0  | 2  | 0 |
| M. Keller       | 34 | 5  | 15 | 0 |
| C. Kirf         | 4  | 0  | 0  | 0 |
| M. Koster       | 30 | 0  | 5  | 0 |
| J. Küchling     | 12 | 0  | 1  | 0 |
| M. Latinovic    | 34 | 4  | 9  | 0 |
| T. Lorig        | 1  | 0  | 0  | 0 |
| I. Mamedov      | 7  | 0  | 0  | 0 |
| A. Michels      | 21 | 0  | 7  | 0 |
| V. Milošević    | 31 | 0  | 10 | 1 |
| M. Prus         | 32 | 0  | 3  | 0 |
| C. Racanel      | 34 | 2  | 10 | 0 |
| C. Schiel       | 1  | 0  | 0  | 0 |
| S. Schmitz      | 7  | 0  | 0  | 0 |
| R. Souza        | 19 | 0  | 2  | 0 |
| R. Thömmes      | 12 | 1  | 1  | 0 |
| N. Wagner       | 5  | 0  | 1  | 0 |
| B. Weis         | 31 | 6  | 4  | 0 |
| D. Winkler      | 34 | 11 | 12 | 0 |
| D. de Wit       | 15 | 4  | 6  | 1 |